# 3150 Tosa
A 3150 Tosa (ideiglenes jelöléssel 1983 CB) a Naprendszer kisbolygóövében található aszteroida. Tsutomu Seki fedezte fel 1983. február 11-én.